# Pia de Jong
Pia de Jong (Roermond, 30 januari 1961) is een Nederlands schrijfster en columniste.

## Biografie
De Jong studeerde Nederlands en psychologie aan de Universiteit Utrecht. Haar debuutroman, Lange dagen, werd gepubliceerd in 2008. Met het boek werd De Jong in 2009 laureaat van de Publieksprijs van de Gouden Uil. Het boek haalde ook de shortlist voor de Vrouw & Kultuur DebuutPrijs 2010. In 2010 verscheen een Italiaanse vertaling, met de titel Verso Nord.  In 2010 verscheen haar tweede roman, Dieptevrees.
Ze publiceerde in 2016 Charlotte, een boek met een autobiografische inhoud. Ze schrijft hierin over haar ervaringen tijdens de ziekte en genezing van haar dochter, die met een zeldzame vorm van leukemie geboren werd. Dit boek werd een jaar later vertaald naar het Engels als Saving Charlotte: A Mother and the Power of Intuition.
Voor de luchtige 'Achterpagina' van NRC-Handelsblad schreef zij tot 2020 wekelijks, op de maandag, de column Flessenpost over zaken die haar opvielen in Princeton, waar zij van 2012 tot 2022 woonde.

### Persoonlijk
De Jong is gehuwd met Robbert Dijkgraaf; samen hebben ze drie kinderen.